# The Originals (2.ª temporada)
A segunda temporada de The Originals  um spin-off produzido pela The CW e baseado na série norte-americana The
Vampire Diaries, foi renovada oficialmente em 13 de fevereiro de 2014 e estreou em 6 de outubro de 2014 encerrando em 11 de maio de 2015 com 22 episódios.

## Produção
A série foi renovada oficialmente pela rede de televisão estadunidense da The CW para a segunda temporada em 13 de fevereiro de 2014, estreando em 6 de outubro doe 2014. Exibida nas terças-feiras na temporada anterior, foi movida para a segunda-feira.

## Elenco
O ator Yusuf Gatewood intérprete do bruxo e ex-membro do Coven Tremé da cidade de Nova Orleães chamado de Vincent Griffith (possuído pelo vampiro original Finn Mikaelson), foi promovido ao elenco regular.
A atriz Nina Dobrev fez sua aparição na série em flashbacks, no quinto episódio da temporada dessa vez como a doppelgänger chamada Tatia Petrova, um antigo amor de Klaus e Elijah.

### Regular
- Joseph Morgan como Klaus Mikaelson ( 22 episódios)
- Daniel Gillies como Elijah Mikaelson ( 22 episódios)
- Phoebe Tonkin como Hayley Marshall ( 22 episódios)
- Charles Michael Davis como Marcel Gerard ( 22 episódios)
- Leah Pipes como Camille O'Connell ( 16 episódios)
- Danielle Campbell como Davina Claire ( 19 episódios)
- Yusuf Gatewood como Vincent Griffith / Finn Mikaelson ( 20/15 episódios)

### Recorrente
- Nathan Parsons como Jackson Kenner ( 14 episódios)
- Colin Woodell como Aiden ( 13 episódios)
- Maisie Richardson-Sellers como Eva Sinclair / Rebekah Mikaelson ( 13 episódios)
- Daniel Sharman como Kaleb Westphall / Kol Mikaelson ( 12 episódios)
- Nishi Munshi como Gia ( 12 episódios)
- Riley Voelkel como Freya Mikaelson ( 12 episódios)
- Steven Krueger como Joshua Rosza ( 11 episódios)
- Sebastian Roché como Mikael ( 10 episódios)
- Sonja Sohn como Lenore / Esther Mikaelson ( 11/8 episódios)
- Claudia Black como Dahlia ( 7 episódios)
- Chase Coleman como Oliver ( 6 episódios)
- Natalie Dreyfuss como Cassie / Esther Mikaelson ( 5/3 episódios)
- Meg Foster como Josephine LaRue ( 5 episódios)
- Debra Mooney como Mary Dumas ( 5 episódios)

### Participação Especial
- Claire Holt como Rebekah Mikaelson 6 episódios
- Nina Dobrev como Tatia Petrova em 1 episódio

### Convidado
| - Kristin Erickson como Dahlia (adolescente) - Alice Evans como Esther Mikaelson - Hayley McCarthy como Esther Mikaelson (adolescente) - Nathaniel Buzolic como Kol Mikaelson - Lloyd Owen como o alfa Ansel - Yohance Myles como Joe Dalton - Peta Sergeant como Francesca Guerrera | - Keri Lynn Pratt como Mary-Alice Claire - Aleeah Rogers como Astrid Malchance - Aiden Flowers como Klaus Mikaelson (criança) - Perry Cox como Elijah Mikaelson (criança) - Callie McClincy como Rebekah Mikaelson (criança) - Elle Graham como Freya Mikaelson (criança) - McCarrie McCausland como Marcellus "Marcel" Gerard (criança) |

## Episódios
| Episódio # | Título                                                     | Dirigido por        | Escrito por                                 | Estreia original        | Audiência nos EUA (em milhões) |
| --- | ---------------------------------------------------------- | ------------------- | ------------------------------------------- | ----------------------- | ------------------------------ |
| 1 | "Rebirth (Renascimento)"                                   | Lance Anderson      | Marguerite MacIntyre & Julie Plec           | 6 de outubro de 2014    | 2,34                           |
| Após meses de exílio na mansão de The Abattoir no French Quarter, Klaus recruta a ajuda de Elijah e Marcel em um plano de vingança contra os lobisomens da família de Guerrera, prometendo acabar com qualquer um que represente uma ameaça à existência da pequena bebê Hope Andrea Mikaelson. Ao mesmo tempo, Elijah assiste, de mãos atadas, o descontrole de Hayley trazido pelo sofrimento com o luto da perda da filha e a sua adaptação à sua nova natureza como uma híbrida de lobisomem-vampira. Exilado pelos lobisomens de Guerrera, que agora controlam o French Quarter, Marcel ainda está lidando com a destruição de sua família vampira e tenta reconstruir a casa com a ajuda de Josh. Já Cami, que tenta conquistar algum senso de normalidade em sua vida, procura apoio em um lugar surpreendente. Para completar, Davina continua seu plano para usar Mikael contra Klaus, mas acaba perdendo o rumo ao conhecer um misterioso estranho chamado Kaleb, alguém que também conta com seus próprios segredos. |                                                            |                     |                                             |                         |                                |
| 2 | "Alive And Kicking (Bem Vivo)"                             | Jeffrey Hunt        | Michelle Paradise & Michael Narducci        | 13 de outubro de 2014   | 3,4                            |
| Conforme a tensão entre Elijah e Hayley aumenta, Klaus encoraja a nova híbrido recuperar sua posição dentro do bando dos lobisomens. Ainda sobre o controle de Davina, Mikael fica impaciente com a garota, que está tentando realizar um feitiço para proteger aqueles próximos a ela. Quando Elijah pede ajuda a Marvel para encontrar uma informação vital, o vampiro original é forçado a relembrar um tempo atrás, quando ainda se davam bem. Enquanto isso, Davina e Kaleb se vêem em uma situação perigosa quando visitantes inesperados aparecem de penetra para um jantar. Finalmente, as suspeitas de Klaus aumentam após se encontrar com sua mãe a bruxa Esther no corpo da bruxa da Colheita chamada Cassie, algo que não sai de acordo com o planejado. |                                                            |                     |                                             |                         |                                |
| 3 | "Every Mother's Son (Filho De Toda Mãe)"                   | Dermott Downs       | Christopher Hollier                         | 20 de outubro de 2014   | 2,7                            |
| Klaus e Elijah recebem um convite enigmático de Esther, que continua a habitar o corpo da garota da colheita, Cassie, para jantar, o que faz com que os irmãos se preparem para o pior. Com a ajuda de uma nova bruxa chamada Lenore, Klaus, Elijah e Hayley tentam ficar um passo à frente de Esther, mas as coisas logo seguem por um caminho inesperado. Enquanto Elijah se vê, de forma relutante, tendo que juntar forças com Gia, uma vampira recém-transformada, Hayley se depara com uma proposta sedutora a respeito de seu novo status como híbrida após um encontro surpreendente com Esther. Finalmente, a mãe Mikaelson revela um segredo chocante sobre a infância de Klaus e conta o derradeiro plano para suas crianças. |                                                            |                     |                                             |                         |                                |
| 4 | "Live And Let Die (Viva E Deixe Morrer)"                   | Jeffrey Hunt        | Ashley Lyle & Bart Nickerson                | 27 de outubro de 2014   | 2,31                           |
| Sabendo que é apenas uma questão de tempo até que Klaus venha atrás deles, Davina leva Mikael para a cabana da família na floresta. Enquanto isso, Hayley descobre que Vincent está recrutando adolescentes para construir um exército de lobisomens, portanto pede a ajuda de Elijah e Marcel para resgatar o grupo. Após Cami, acidentalmente, revelar para Klaus o paradeiro de Davina, a sobrinha do padre Kieran resolve seguir ao lado do híbrido em uma tentativa de realmente entender o ódio enraizado que Klaus sente por seus pais. Já a bruxo Kaleb Westphall (possuído por Finn Mikaelson), a pedido de sua mãe Esther (no corpo de Cassie), vai atrás de Davina para localizar a estaca de Carvalho Branco perdida e é pego desprevenido ao se deparar com alguém na cabana. Para completar, Josh, que continua a questionar sua identidade como vampiro, se abre para um aliado inesperado. |                                                            |                     |                                             |                         |                                |
| 5 | "Red Door (Porta Vermelha)"                                | Michael Robison     | Declan de Barra & Diane Ademu-John          | 3 de novembro de 2014   | 2,09                           |
| Para mostrar a Elijah que seu plano é o melhor para ele, Esther força o filho a reviver uma história antiga, quando ele amou uma linda garota doppelgänger chamada Tatia Petrova, que forneceu à Esther, o sangue mágico necessário de doppelgänger para a criação dos primeiros vampiros do mundo. Com a ajuda de Marcel, Hayley está determinada a encontrar Elijah, que desapareceu, mas fica dividida ao descobrir que Klaus também está passando por problemas. Enquanto isso, Cami se vê em uma situação perigosa quando Mikael a faz refém para atrair Klaus. Ao mesmo tempo, Davina faz uma descoberta perturbadora sobre a identidade verdadeira de Kaleb Westphall. Com a ajuda de Marcel, Hayley está determinada a encontrar Elijah, que desapareceu, mas fica dividida ao descobrir que Klaus também está passando por problemas. Enquanto isso, Cami se vê em uma situação perigosa quando Mikael a faz refém para atrair Klaus. Ao mesmo tempo, Davina faz uma descoberta perturbadora sobre a identidade verdadeira de Kaleb. Para completar, um confronto violento acontece quando Klaus fica frente a frente com seu pai. |                                                            |                     |                                             |                         |                                |
| 6 | "Wheel Inside The Wheel (Roda Dentro De Roda)"             | Matt Hastings       | Michael Russo & Michael Narducci            | 10 de novembro de 2014  | 2,01                           |
| Cansado das artimanhas de sua mãe, Klaus fica agitado e exige que Esther solte Elijah, que foi capturado. No entanto, Esther resolve revelar alguns segredos obscuros do passado de Klaus em uma tentativa de fazer a ele uma oferta irrecusável. Enquanto isso, lobisomem Oliver fica em uma situação perigosa, o que leva Hayley a se reconectar com Jackson, que está vivendo uma nova vida no bayou, ao lado de outros membros da Crescent Wolf Pack. Já Cami, que continua se sentindo culpada pela morte da bebê Hope, se junta a Marcel e Gia após suspeitar de seu orientador acadêmico, Vincent. Por fim, em uma surpreendente virada nos acontecimentos, Klaus se depara com um visitante de seu passado. |                                                            |                     |                                             |                         |                                |
| 7 | "Chasing The Devil’s Tail (Perseguindo A Cauda Do Diabo)"  | Jesse Warn          | Carina MacKenzie & Christopher Hollier      | 17 de novembro de 2014  | 1,98                           |
| Klaus descobre que Elijah está sendo acometido por uma mágica de Esther, portanto o Original segue rumo ao pântano da Crescent Wolf Pack em busca de um antídoto e logo percebe que não está sozinho. Enquanto isso, armada com as informações fornecidas pelo lobisomem Aiden, Hayley se junta a ele, Marcel, Cami e o vampiro Joshua "Josh" Rosza a fim de seguir em frente com uma ideia para acabar com Vincent, explorando uma de suas fraquezas. Ao mesmo tempo, Esther está determinada a continuar com seu plano, forçando Vincent e Kaleb a reconsiderar suas próprias estratégias. Intrigado com as tentativas constantes de Davina em criar um feitiço improvável, Kaleb revela alguns segredos de seu passado e leva a garota a um local frequentado por ele em 1914. |                                                            |                     |                                             |                         |                                |
| 8 | "The Brothers That Care Forgot (Os Irmãos Esquecidos)"     | Michael A. Allowitz | Charlie Charbonneau & Michelle Paradise     | 24 de novembro de 2014  | 1,78                           |
| Rebekah, que passou meses longe desfrutando de uma vida normal com a bebê Hope, se vê em fuga quando percebe que Esther descobriu seu paradeiro. Convencida que Vincent (como Finn) e Kaleb (como Kol) podem se tornar poderosos aliados na luta para acabar com a mãe Esther, Klaus arquiteta um plano para convencer os irmãos a se virarem contra Esther. Já Hayley fica em conflito quando, junto a Jackson, se depara com um antigo ritual que faria com que os lobisomens saíssem do controle de Esther. No entanto, a magia requer um grande sacrifício por parte da híbrido. Mais tarde, Rebekah fica preocupada ao notar que algo mudou em Elijah. Para completar, Davina tenta resolver as coisas por contra própria, recorrendo à magia negra, ao mesmo tempo em que Cami se vê no centro de um plano perigoso de Esther. |                                                            |                     |                                             |                         |                                |
| 9 | "The Map Of Moments (Mapa Dos Momentos)"                   | Leslie Libman       | Marguerite MacIntyre & Julie Plec           | 8 de dezembro de 2014   | 1,67                           |
| Quando Rebekah nota uma mudança no comportamento de Elijah, ela pede a Klaus e Hayley que se encontrem com ela no esconderijo, reunindo-os com a bebê Hope. Depois de reviver as lembranças de ser um estranho no ninho, Kaleb se abre com Davina sobre seu ressentimento quanto aos irmãos e esclarece um pouco mais sobre um feitiço que criou em 1914. Enquanto isso, quando Cami descobre que o plano de Esther colocará sua vida em perigo, ela exige respostas de Vincent, que permanece inabalável em suas convicções. Em outro lugar, Esther faz uma aliança improvável que pode vir a ser perigosa para Klaus. E Hayley toma uma decisão que pode mudar seu relacionamento com Elijah para sempre. Por fim, enquanto Elijah continua lutando contra os efeitos remanescentes de ter sido capturado, Rebekah e Klaus elaboram um plano para derrubar sua mãe de uma vez por todas. |                                                            |                     |                                             |                         |                                |
| 10 | "Gonna Set Your Flag On Fire (Atear Fogo A Sua Bandeira)"  | Rob Hardy           | Ashley Lyle & Bart Nickerson                | 19 de janeiro de 2015   | 1,34                           |
| Com o bruxo Vincent Griffith (possuído por Finn Mikaelson) à solta e obcecado em vingança, Klaus leva Cami para o esconderijo, enquanto ele e Hayley voltam para o complexo da mansão do The Abattoir no French Quarter. Hayley e Jackson criam um plano para unir os vampiros e lobisomens para considerem uma trégua, mas as tensões crescem quando Vincent aparece faz um feitiço poderoso de prisão em todo o complexo, prendendo os vampiros e lobisomens juntos. Enquanto isso, Elijah fica cada vez mais preocupado quando Rebekah não aparece no esconderijo, fazendo com que Klaus confronte Kol em busca de respostas. Por fim, depois de aceitar a oferta de sua mãe de tomar um novo corpo, Rebekah pede a ajuda da ex-garota da Colheita chamada Cassie, quando descobre que está presa dentro de um manicômio. A bruxa Davina é quem ajuda Kol a neutralizar por alguns segundos o feitiço de prisão do The Abattoir para libertar lobisomens, mas Klaus deixa propositalmente Kol preso com os vampiros sedentos por sangue, e Marcel o ajuda por um pedido de sua protegida Davina.                                         |                                                            |                     |                                             |                         |                                |
| 11 | "Brotherhood Of The Damned (Irmandade Dos Condenados)"     | Sylvain White       | Diane Ademu-John & Kyle Arrington           | 26 de janeiro de 2015   | 1,87                           |
| Armado com mais poderes do que nunca, Vincent cria um feitiço elaborado que permite que ele leve vantagem, prendendo seus irmãos Klaus e Elijah. Ao perceber que Kaleb também está em perigo, Davina não tem escolha a não ser juntar-se aos Originais para ajudar. Depois dos eventos mortais do episódio anterior, Marcel deve tentar acalmar seu grupo volátil de vampiros em sofrimento, enquanto lembra-se dos seus dias como um soldado na Primeira Guerra, quando suas habilidades de liderança foram igualmente postas à prova. Finalmente, Hayley se vê em conflito quando descobre que ela e Jackson devem participar de rituais extremos e pouco convencionais antes de seu casamento, o que vai colocar ambos em uma posição perigosa. |                                                            |                     |                                             |                         |                                |
| 12 | "Sanctuary (Santuário)"                                    | Matt Hastings       | Declan de Barra & Michael Narducci          | 2 de fevereiro de 2015  | 1,23                           |
| Após uma série de encontros estranhos, Rebekah fica intrigada com uma misteriosa garota que recentemente chegou ao hospício. Já no bayou, Hayley questiona se deve jogar limpo com Jackson a respeito dos segredos que está escondendo, e se surpreende quando ele compartilha sua própria informação escondida relacionada aos pais de Hayley. Ao mesmo tempo, após descobrir os detalhes de um ritual específico de casamento que Hayley e Jackson devem completar, Klaus segue para o bayou para dar um fim à situação, mas não sem antes se deparar com a avó de Jackson, Mary. Já Vincent continua determinado a descobrir o segredo que ele sabe que Klaus está escondendo e observa Marcel atrás de respostas. Por fim, quando Davina descobre que Josh e Marcel estão em perigo, ela pede a ajuda de Kaleb e Aiden para ajudá-la a resgatar os dois. |                                                            |                     |                                             |                         |                                |
| 13 | "The Devil Is Damned (O Diabo Está Condenado)"             | Lance Anderson      | Christopher Hollier & Julie Plec            | 9 de fevereiro de 2015  | 1,22                           |
| Mais perigoso do que nunca, Vincent continua um passo à frente após unir forças com uma poderosa figura de seu passado. Com a ameaça à vida de Hope crescendo, Klaus percebe que não tem escolha a não ser depositar sua confiança em seus irmãos, para garantir que a filha continue protegida. Enquanto isso, após ser presenteado com uma proposta tentadora, Kaleb é forçado a tomar uma decisão difícil de vida ou morte, e Elijah se vê lutando pela própria vida quando um visitante inesperado chega ao esconderijo. Para completar, Hayley e Jackson continuam a se preparar para o ritual de unificação, mas as coisas se complicam quando eles viram peões no plano perigoso de Vincent. |                                                            |                     |                                             |                         |                                |
| 14 | "I Love You, Goodbye (Eu Te Amo, Adeus)"                   | Matt Hastings       | Carina MacKenzie & Michael Narducci         | 16 de fevereiro de 2015 | 1,40                           |
| Com os preparativos finais para sua união e casamento de unificação com Jackson em andamento, Hayley começa a questionar se o ritual da unificação dos lobos do Crescent Wolf Pack, realmente vai funcionar. Após chegar ao complexo de The Abattoir, Elijah tem um encontro tenso com Klaus e rapidamente suspeita que seu irmão pode estar tramando algo. Enquanto isso, Kaleb, que está escondendo um segredo devastador de Davina, procura ajuda de Rebekah quando percebe que o tempo não está ao seu lado. Por último, Cami faz uma revelação surpreendente envolvendo a bebê Hope. |                                                            |                     |                                             |                         |                                |
| 15 | "They All Asked For You (Todos Perguntaram Por Você)"      | Matt Hastings       | Carina Adly MacKenzie & Michael Narducci    | 9 de março de 2015      | 1,78                           |
| Quando um encontro perigoso com um clã de bruxas vingativas obrigam Rebekah a se aliar a Marcel, eles rapidamente descobrem que o corpo que Rebekah está atualmente habitando possui um passado complicado. Ao saber que a irmã está em perigo, Elijah vai atrás de uma bruxa anciã bastante respeitada, chamada de Josephine LaRue, na esperança de que ela possa oferecer ajuda. Enquanto isso, as tensões crescem quando Klaus bate de frente com Hayley e Jackson sobre a melhor maneira de proteger a bebê Hope de Finn. Em outro lugar, Freya convence Finn a levá-la até Mikael, o pai que ela não vê há mais de mil anos. Por último, um confronto com Freya leva Elijah e Klaus a questionarem se podem ou não confiar na irmã há muito tempo perdida. |                                                            |                     |                                             |                         |                                |
| 16 | "Save My Soul (Salve Minha Alma)"                          | Kellie Cyrus        | Michael Russo                               | 16 de março de 2015     | 1,25                           |
| Com suspeitas de onde sua lealdade realmente está, Klaus convida Freya para o complexo de The Abattoir a fim de obter mais detalhes sobre seu passado com Dahlia. Após uma série de estranhas visões, Rebekah começa a perceber o corpo que ela está habitando está tentando recuperar o controle. Com a vida de Rebekah em risco, Marcel coloca suas habilidades de negociação à prova quando ele procura por Vincent, que pode ter algum conhecimento para poder ajudá-los. Por último, no bayou com os lobos do Crescent Wolf Pack, as frustrações de Jackson crescem após Aiden questionar sua capacidade de liderança. |                                                            |                     |                                             |                         |                                |
| 17 | "Exquisite Corpse (Corpo Extraordinário)"                  | Dermott Downs       | Diane Ademu-John & Declan de Barra          | 6 de abril de 2015      | 1,23                           |
| Quando o ressurgimento de Eva Sinclair deixa Rebekah presa e indefesa, Klaus é forçado a deixar de lado sua desconfiança em Freya a fim de salvar a vida de Rebekah. Enquanto isso, Hayley e Elijah aprendem mais sobre o passado violento da bruxa Eva Sinclair através de Josephine, que, em seguida, faz uma revelação surpreendente sobre o futuro de Hayley. Com o tempo se esgotando para salvar Rebekah, Marcel se volta para um Vincent relutante querendo sua ajuda para derrubar Eva, mas seu plano toma um rumo inesperado enquanto Eva não vai desistir sem lutar. |                                                            |                     |                                             |                         |                                |
| 18 | "Night Has A Thousand Eyes (A Noite Tem Mil Olhos)"        | Jesse Warn          | Ashley Lyle & Bart Nickerson                | 13 de abril de 2015     | 1,06                           |
| Desesperado para encontrar uma maneira de vencer a poderosa bruxa Dahlia, Klaus logo se vê cara a cara com outra ameaça mortal: Mikael, o patriarca da família Mikaelson. Enquanto isso, enquanto Hayley e Rebekah trabalham com Freya para rastrear o paradeiro de Dahlia, Elijah e Marcel preparam um esconderijo no Argel com a ajuda de Josephine. Em outro lugar, determinado em proteger Hayley e a bebê Hope, Jackson apresenta para Hayley uma ideia arriscada que a deixa em conflito. Por fim, Aiden se vê dividido entre sua lealdade com Jackson e sua aliança secreta com Klaus. |                                                            |                     |                                             |                         |                                |
| 19 | "When The Levee Breaks (Quando As Barreiras São Rompidas)" | Bethany Rooney      | Marguerite MacIntyre                        | 20 de abril de 2015     | 1,28                           |
| Preparando o terreno para um confronto sangrento, Dahlia dá a Klaus e Hayley um prazo para entregar a bebê Hope, a nova primogênita da família Mikaelson, após sua tia Freya, primeira irmã de Klaus. Elijah tenta convencer Klaus de que eles precisam trabalhar juntos na luta contra a Dahlia, mas Klaus avança com o seu próprio plano perigoso, deixando todos preocupados com seus próximos passos. Enquanto isso, quando Hayley percebe que suas chances de ultrapassar Dahlia são escassas, ela elabora um plano arriscado e pede a ajuda de Aiden. Em outros lugares, Freya dá a Rebekah e Elijah um ultimato, e Marcel tenta estrategiar sobre a melhor forma de lidar com o comportamento irregular de Klaus. |                                                            |                     |                                             |                         |                                |
| 20 | "City Beneath The Sea (Cidade Sob O Mar)"                  | Leslie Libman       | Carina Adly MacKenzie & Charlie Charbonneau | 27 de abril de 2015     | 1,28                           |
| Quando Dahlia elabora uma maneira inteligente de chamar a atenção de Klaus, ela revela alguns detalhes surpreendentes sobre a bebê Hope e deixa ele com uma proposta tentadora a considerar. Em outros lugares, enquanto Elijah e Freya encontram-se com pontos de vista opostos sobre a melhor forma de lidar com prazo final de Dahlia, Rebekah, Davina e Cami trabalham em conjunto para chegar a uma estratégia própria. Enquanto isso, após um tenso impasse entre Elijah e Jackson no bayou, Hayley é deixada para tomar uma decisão difícil sobre ela e o futuro de Hope. Por fim, Vincent, que está ansioso para deixar seu passado de bruxo para trás, se aproxima de Davina com uma oferta que deixa ela intrigada. |                                                            |                     |                                             |                         |                                |
| 21 | "Fire With Fire (Fogo Com Fogo)"                           | David Straiton      | Michael Narducci                            | 4 de maio de 2015       | 1,14                           |
| Depois de descobrir que ele foi traído por seus próprios irmãos, Klaus se junta com um aliado improvável e parte em pé de guerra, duplamente focado em vingança. Em meio à notícia de que Klaus está à solta, Elijah, Rebekah e Freya seguem em frente com seu plano de atrair Dahlia ao complexo e derrubá-la de uma vez por todas. Enquanto isso, Hayley e Jackson tentam escapar pelo bayou inundado, assim como Marcel se vê caçado por uma nova ameaça perigosa. Com ajuda da bruxa Dahlia, Klaus amaldiçoa a alfa Hayley e por conseqüência os demais membros lobisomens ligados pelo ritual de unificação da Crescent Wolf Pack com a chamada Crescent Curse, como forma de punir Hayley por tentar levar Hope para longe. Por fim, Davina é apresentada à uma oferta que pode permitir a ela a chance de trazer Kol de volta, embora isso vai exigir a ela tomar uma decisão que pode mudar sua vida. |                                                            |                     |                                             |                         |                                |
| 22 | "Ashes To Ashes (Cinzas Às Cinzas)"                        | Matt Hastings       | Diane Ademu-John & Christopher Hollier      | 11 de maio de 2015      | 2,02                           |
| Com o tempo se esgotando, o plano final de Klaus para proteger a bebê Hope a todo o custo continua a ganhar forma. Conforme as tensões entre os irmãos chegam a um ponto crítico, Cami revela uma peça vital de informação que faz com que Elijah e Rebekah reconsiderem o seu plano de ataque contra Dahlia. Davina encontra-se um passo mais perto de cumprir a promessa que ela fez para Kol, e aceita se tornar oficialmente a bruxa máxima Regente dos Nove Covens de Nova Orleans e ser a porta-voz de todos os The Ancestors bruxos de Nova Orleans. Enquanto Freya é forçada a tomar medidas drásticas para se proteger contra Dahlia. Em outros lugares, Marcel tem que deixar sua fúria por Klaus de lado, para proteger a si mesmo e a todos de sua linhagem. Enquanto isso, Vincent se vê dividido entre as perspectivas de uma vida livre de magia longe de Nova Orleans e uma obrigação pessoal para proteger Davina. Finalmente, com o seu plano arriscado pronto, os irmãos Mikaelson se prepararam para a luta de suas vidas.                                                                                              |                                                            |                     |                                             |                         |                                |